# Hisaaki
Prins Hisaaki (久明親王; 19 oktober 1276 – 16 november 1328) was de achtste shogun (1289-1308) van het Japanse Kamakura-shogunaat. Hij was een zoon keizer Go-Fukakusa en de vader van de negende shogun, prins Morikuni.
Hisaaki was in naam de machthebber in Japan, maar in feite was hij slechts een stroman. De macht tijdens zijn heerschappij was in handen van de shikken (regent) van de Hojo-clan.

## Tijdperken
De jaren van het shogunaat van Yoriie vallen binnen meerdere Japanse perioden:
- Shooperiode (1288-1293)
- Eininperiode (1293-1299)
- Shoanperiode (1299-1302)
- Kengenperiode (1302-1303)
- Kagenperiode (1303-1306)
- Tokujiperiode (1306-1308)
- Enkyoperiode (1308-1311)